# Balkantourist
Balkantourist (bolgarsko Балкантурист) je najstarejši obstoječi bolgarski organizator potovanj, ustanovljen 6. januarja 1948, kot državni monopol v takratni Ljudski republiki Bolgariji. Privatiziran je bil leta 1995. 
Balkantourist so ustanovili kot podjetje v okviru Ministrstva za železnice, v času vlade Georga Dimitrova. Z začetnim kapitalom v višini 300 milijonov levov so najprej hoteli zamenjati češka podjetja v Bolgariji, ki so bila po bolgarskem državnem udaru leta 1944 nacionalizirana, s ponudbo počitnic češkim državljanom na bolgarski črnomorski obali. 
V naslednjih desetletjih je Balkantourist postopno razširil svoje dejavnosti na gorski in kulturni turizem v Bolgariji, kot tudi na turistične storitve za države vzhodnega bloka poleg Češkoslovaške: Sovjetske zveze, Vzhodne Nemčije, Poljske, Madžarske, Romunije. Balkantourist je imel pomembno vlogo pri vzpostavljanju načrtovanih obmorskih letovišč, kot sta Zlati peski in Sončna obala. Bolgarska politika mednarodnega turizma kot dobičkonosne panoge je navdihnila druge socialistične države, kot sta bili Jugoslavija in Romunija, pri razvoju lastnih obmorskih letovišč. 
Po demokratičnih spremembah leta 1989 je Balkantourist leta 1995 privatiziral Bulgarian Tourist Holding. Od leta 2008 ponuja počitnice v Bolgariji in v tujini na več kot 35 destinacijah. Podjetje ima v lasti Grand Hotel Varna, hotele Lebed, Rubin, Delfin, Delfin Marina, Paradise Beach in International hotels na obali Črnega morja, Hotel Rila v Borovcu, Arbanasi Palace in Grand Hotel Bulgaria v Sofiji. 